# Platylesches affinissima
Platylesches affinissima is een vlinder uit de familie van de dikkopjes (Hesperiidae). De soort is voor het eerst wetenschappelijk beschreven door Embrik Strand in een publicatie uit 1921.
De soort komt voor in Gambia, Senegal, Guinee-Bissau, Guinee, Sierra Leone, Ghana, Nigeria, Congo-Brazzaville, Tanzania, Malawi, Zambia, Mozambique en Zimbabwe.